# Тиби, Ахмед
Ахмед Тиби (араб. أحمد الطيبي‎, ивр. אחמד טיבי‎, также Ахмад Тиби; р. 19 декабря 1958, Тайбе) — израильский политик арабского происхождения, лидер партии ТААЛЬ (Арабское движение за обновление).
В кнессете с XV созыва представлял партию ТААЛЬ, в последних двух созывах выступающую единым списком с партией «Раам». В кнессете XVII и XVIII созыва выполняет обязанности вице-спикера.
В 2015 на выборах в кнессет 20-го созыва стал членом кнессета от Общего арабского списка.

## Биография
Родился в городе Тайбе. Его отец переехал туда из Яффы. Дедушка Тиби родился в сирийском Дамаске.
В 1983 году Ахмед окончил с отличием Еврейский университет в Иерусалиме, начал специализироваться в области гинекологии, но в 1987 году напал на охранника у входа в больницу, и ранил его. В разультате был уволен до завершения специализации.
Женат, имеет 2-х дочерей.

## Общественная и политическая деятельность
Ещё во время учёбы начал политическую карьеру и участие в демонстрациях. В 80-х годах Ахмед Тиби налаживает отношения с видными палестинскими деятелями, такими как Радуан Абу-Айяш, а 1984 году встретился с председателем исполкома ООП Ясиром Арафатом в Тунисе, тем самым нарушив израильские закон, запрещающий контактировать с членами ООП, и поэтому не раз допрашивался израильской полицией.
После подписания соглашений в Осло в 1993 году, Тиби был назначен советником Ясира Арафата по делам Израиля. Также являлся представителем палестинцев на Меморандуме Уай-Ривер в 1998 году.
В 1995 году основал партию Тааль вместе с группой арабских ученых и возглавил её на выборах в кнессет 14-го созыва, но партия не прошла в кнессет.
В 1999 году объединился с Азми Бшарой, возглавлявшим Балад, и общим списком смогли получить 2 мандата в кнессете 15-го созыва. Но совместная деятельность партий Тааль и Балад не удалась и после выборов, список был расформирован на две фракции.
На выборах в кнессет 16-го созыва две партии Тааль и Хадаш объединившись, общим списком получили 3 мандата.
На выборах в кнессет 17-го созыва Ахмад Тиби во главе партии Тааль объединился с партией РААМ и общим списком получили 3 мандата.
На выборах в кнессет 18-го созыва Ахмад Тиби сохранил место председателя партии Тааль и общим списком с РААМ получили 4 мандата.
В 2007 году принимал участие в 42 годовщине партии ФАТХ, где заверил собравшихся, что сопротивление будет продолжаться до «полного освобождения всех палестинских земель, оккупированных в 1967 году, и создания палестинского государства со столицей в священном Иерусалиме» и призвал палестинцев к созданию регулярной армии, которая и продолжит «дело сопротивления». newsru.co.il
В 2008 году был назначен главой парламентской следственной комиссии по приёму на работу арабов на государственную службу.
В 2008 году Ахмад Тиби участвовал в конференции по вопросам демократии, развития и свободной торговли в Катаре, где возникла перебранка между ним и министром иностранных дел Израиля Ципи Ливни. По окончании выступления Ливни Тиби поднялся и во всеуслышание заявил: «Израиль — государство апартеида. Как можно употреблять термин „демократия“ в отношении еврейского государства?»
На это Ливни ответила: «В 1947 году речь шла о создании двух государств — еврейского и арабского палестинского. Вы с этим согласны? Сегодня вы являетесь израильским парламентарием, представляете в Кнессете 20 % населения страны и можете говорить все, что вам вздумается. Это ли не доказательство наличия демократии в Израиле?» newsru.co.il
Комментируя этот эпизод, лидер партии НДИ Авигдор Либерман заявил : «Ахмед Тиби постоянно использует свои полномочия для того, чтобы разрушить государство Израиль», и отметил, что «место этого человека в палестинском парламенте в Рамалле, а не в кнессете». На что получил ответ от Тиби : «Меня не слишком беспокоят слова этого фашиста-эмигранта, который пытается изгнать меня с моей родины» . По его словам, «всякий раз, когда я озвучиваю свою принципиальную позицию в защиту демократии и прав моего народа, фашисты и эмигранты требуют изгнать меня из кнессета и из моего дома. Что я, квартирант?»
Также проявляет интерес к защите окружающей среды, борьбе с жестоким обращением с животными. Так же является участником ежегодной церемонии «У каждого человека есть имя» в День Памяти Катастрофы и Героизма европейского еврейства и выступает против отрицателей Холокоста.
27.1.2010 Тиби выступил на заседании Кнессета, посвященному международному дню памяти жертв Катастрофы, заявив — «Силы зла послали миллионы людей — евреев, советских людей, поляков, цыган и просто своих политических противников — на страшную смерть. Это была не просто смерть, а индустрия смерти, порождение идеологии ненависти, расизма и расовых чисток». 

## Идеология и политическая позиция
Формально поддерживает идею — «Два государства для двух народов», то есть создание Государства Палестина рядом с Израилем, однако в своих многочисленных выступлениях как в Кнессете, так и перед избирателями заявлял, что освобождение всей территории исторической Палестины от «еврейской оккупации» неотъемлемое право и долг палестинских арабов. Считает себя палестинским арабом по национальности и израильтянином по гражданству. Выступает за отмену еврейского характера государства Израиль и всего, что выделяет евреев среди других национальностей в стране — закона о возвращении, гимна и флага.
Выступает против призыва арабов на военную службу. По его мнению, «право на возвращение» палестинских беженцев в Израиль является «нерушимым условием» для примирения между палестинцами и израильтянами, хотя и считает, что только небольшая часть беженцев воспользовались бы этим правом.
Выступает против оккупации Израилем Западного берега реки Иордан и блокады Сектора Газа. Называет поселения на оккупированных территориях «раковой опухолью, которую нужно удалить».